# Aldegonda di Maubeuge
Aldegonda di Maubeuge (Cousolre, 639 circa – Maubeuge, 684) è stata una religiosa franca, che divenne badessa del monastero di Maubeuge da lei fondato. È venerata come santa dalla Chiesa cattolica e celebrata il 30 gennaio.

## Biografia
Era figlia di Waldebertus, reggente di Clotario II nella regione della Sambre e della Mosa, e di Bertilla di Turingia. Lasciò la casa paterna e si convertì al Cristianesimo grazie a sant'Amando. Alla sua conversione successe presto quella del padre, divenuto poi San Gualberto.
Nel 661 fondò il monastero doppio di Maubeuge, del quale fu la prima badessa. Alla sua morte, avvenuta nel 684, le successe la nipote Madelberta.
Era sorella di santa Valdetrude (o Valtrude).

## Culto
È venerata come santa e celebrata il 30 gennaio.
Martirologio Romano: «A Maubeuge in Neustria, nell'odierna Francia, santa Aldegonda, badessa al tempo del re Dagoberto.»

## Altri progetti

Stemma municipale fiammingo raffigurante Santa Aldegonda